# National Park Foundation
Pour les articles homonymes, voir NPF.
La National Park Foundation, ou NPF, est une association caritative américaine œuvrant en faveur de la préservation des parcs nationaux du pays. Fondée le 18 décembre 1967 par Lady Bird Johnson et Laurance Rockefeller, elle a son siège à Washington.